# Caesalpinia microphylla
Caesalpinia microphylla är en ärtväxtart som beskrevs av George Don jr. Caesalpinia microphylla ingår i släktet Caesalpinia och familjen ärtväxter. Inga underarter finns listade i Catalogue of Life.